# Рим, отворени град
Рим, отворени град (итал. Roma città aperta), такође објављен под насловом Отворени град, италијански је неореалистички ратни драмски филм из 1945. године, режисера Роберта Роселинија, који је и написао сценарио заједно са Серђом Амидеијем, Федериком Фелинијем и Албертом Консиљом. Смештен у Рим 1944. године, филм прати разнолику групу ликова који се суочавају са нацистичком окупацијом, а усредсређује се на борца покрета отпора који покушава да побегне из града уз помоћ католичког свештеника. Наслов се односи на статус Рима као отвореног града након његовог проглашења као таквог 14. августа 1943. године. Филм је први у Роселинијевој „Неореалистичкој трилогији”, а следе га Паиса (1946) и Немачка, године нулте (1948).
Отворени град се сматра једним од најважнијих и најрепрезентативних дела италијанског неореализма и важном одскочном даском за италијанско филмско стваралаштво у целини. Ово је био један од првих послератних италијанских филмова који је стекао широко признање и награде на међународном нивоу, освојивши престижну Златну палму на Канском филмском фестивалу 1946. и био номинована за Оскара у категорији за најбољи адаптирани сценарио. Филм је редитеља Роселинија, сценаристу Фелинија и глумицу Ану Мањани прославио на светском нивоу.
Године 2008, италијанско Министарство културе је уврстило Сладак живот међу 100 италијанских филмова које треба сачувати, списак од 100 филмова који су „променили колективно памћење земље између 1942. и 1978. године”.

## Радња
У окупираном Риму 1944. године, немачке СС трупе покушавају да ухапсе Луиђија Ферариса (који се крије под псеудонимом инжењера Ђорђа Манфредија), комунисту и вођу покрета отпора против нациста и италијанских фашиста. Газдарица његове стамбене зграде га упозорава на време како би избегао хапшење. Он се ушуња у дом Франческа, још једног борца покрета отпора. Тамо наилази на Пину, Франческову видно трудну вереницу, која живи у суседном стану. Она прво сумња да је Луиђи полицајац и задржава га, али када он јасно даје до знања да је Франческов савезник, она га прима у свој стан да га сачека. Уз Пинину помоћ, Луиђи/Ђорђо контактира Дон Пјетра, католичког свештеника који помаже покрету отпора. Луиђи од њега тражи да пребаци поруке и новац групи бораца ван града, пошто је он сада познат Гестапоу и не може то сам да уради. Свештеник то добровољно чини.
Дон Пјетро би такође требало да венча Пину и Франческа следећег дана. Франческо није претерано религиозан, али би радије да га венча свештеник патриота него фашистички званичник; побожни Пина је, с друге стране, прагматична у вези са овом одлуком. Њен син, Марчело, помало невољни олтарски дечак, пружа сопствени допринос отпору постављајући бомбе. Пинина сестра Лаура остаје са њом, али ради у кабареу у који свраћају нацисти и фашисти. Она је такође стара пријатељица Марине, Луиђијеве девојке, која га је тражила. Марина такође ради у кабареу и не само да се окренула проституцији због луксуза за којим жуди, већ је постала зависна од дроге подмукле Ингрид, пратиље локалног нацистичког команданта, мајора Бергмана.
Бергман, уз помоћ шефа италијанске полиције, сумња да је Луиђи у Франческовом стану. Они тог поподнева упадају у зграду, извлаче све и хапсе десетине људи. Луиђи побегне, али Франческо је бачен у камион да би га извукли. Видевши га, Пина се пробија кроз кордон војника вриштећи његово име, али је убијена. Свештеник, који је био у згради да сакрије сваки траг оружја покрета отпора претварајући се да се моли за умирућег човека, држи је у наручју и моли се.
Неколико камиона са италијанским заробљеницима одведеним из стамбене зграде у конвоју са војним возилима нападају борци покрета отпора. Чини се да је већина заробљеника побегла. Франческо се поново повезује са Луиђијем. Заједно одлазе код свештеника, који им нуди да их сакрије у манастир.
Након тога они одлазе у гостионицу у којој Марина живи и ради, како би им пружила уточиште. Када Луиђи види како она живи и пронађе дрогу, свађају се око одлука које је донела. Тражећи освету за ово, она издаје и њега и Франческа нацистима. Следећег јутра Луиђи, Франческо, Дон Пјетро и аустријски дезертер коме свештеник такође помаже, крећу у манастир. Франческо мало заостаје и успева да побегне када остатак групе упадне у заседу Немаца, који погрешно за њега верују да је Аустријанац. Ингрид награђује Марину бундом и са још дроге.
У нацистичком штабу Бергман говори Ингрид о свом плану – да извуче све информације од својих заробљеника пре зоре како би изненадио покрет отпора пре него што вести о њиховом заробљавању дођу до њега. Затим нуди да поштеди Луиђија у замену за издају. Луиђи одбија и одводе га на мучење. Аустријанац, који је већ показао кукавичлук пред испитивањем, обесио се у ћелији. Гестапо мучи Луиђија у таласима бичем и струјом, али узалуд.
Жељан да испуни рок који је себи поставио, Бергман затим покушава да убеди Дон Пјетра да искористи свој утицај на Луиђија да изда своје саборце, описујући Луиђија као атеисту, комунисту и непријатеља цркве. Дон Пјетро мирно одговара да свако ко се труди да живи праведним животом чини Божје дело. Бергман тада приморава Дон Пјетра да гледа Луиђијево мучење. Када Луиђи умре не откривши ништа, Дон Пјетро благосиља његово тело и предаје га Божјој милости. Луиђијево одбијање да попусти пољуља самопоуздање Немаца, укључујући Бергмана, који се хвали да су они „господарска раса”, и да нико из „расе робова” није могао да издржи њихову тортуру.
Марина и немачки официр који је раније у официрском клубу Бергману лоше говорио о Рајху, улазе пијани у Бергманову канцеларију са отвореним вратима суседне ћелије за мучење. Када види да је Луиђи одбио Бергманов договор и дозволио да буде мучен до смрти, она се онесвести. Шеф Гестапоа и Ингрид одлучују да им је она сада бескорисна и наређују да је затворе. Ингрид скида капут који је Марина пребацила преко рамена, говорећи да ће га поново користити на „следећој”.
Ујутро Дон Пјетра одводе на погубљење. Појављују се олтарски дечаци и почињу да му звижде своју познату мелодију. Практично слеп пошто су му наочаре разбијене када су га грубо бацили у ћелију по доласку у нацистички штаб, Дон Пјетро је одушевљен када препозна почаст дечака. Италијански стрељачки вод спрема се за стрељање, али већина намерно промаши, не желећи да убије свештеника. Видевши рањеног Дон Пјетра како још увек мрмља молитве, председавајући немачки официр, исти човек који је, пијан, осудио узалудност нацистичке опсесије светском доминацијом претходне ноћи мајору Бергману, извлачи пиштољ и милосрдно убија свештеника, мрмљајући презирно због свог учешћа у програму „господарске расе”.
Дечаци сагну главе од туге и полако одлазе, док се у позадини виде град Рим и купола базилике Светог Петра.

## Улоге
| Глумац             | Улога                          |
| ------------------ | ------------------------------ |
| Алдо Фабрици       | Дон Пјетро Пелегрини           |
| Ана Мањани         | Пина                           |
| Марчело Паљеро     | Луиђи Ферарис / Ђорђо Манфреди |
| Вито Аничјарико    | Марчело                        |
| Нандо Бруно        | Агостино                       |
| Хари Фајст         | мајор Бергман                  |
| Ђована Галети      | Ингрид                         |
| Франческо Гранжаке | Франческо                      |
| Едуардо Пасарели   | наредник полиције              |
| Марија Мичи        | Марина Мари                    |
| Карла Ровере       | Лаура                          |
| Карло Синдичи      | комесар полиције               |
| Јоп ван Хулзен     | капетан Хартман                |
| Акош Толнај        | аустријски дезертер            |
| Алберто Таваци     | свештеник                      |

## Развој
До краја Другог светског рата, Роселини је напустио режију филма Жудња, пошто су услови онемогућили да се заврши (иако га је касније завршио Марчело Паљеро 1946, а Роселини га се одрекао). До 1944. године у Италији филмска индустрија практично није радила, а порекло почетног финансирања филма остаје нејасно. Роселини је првобитно планирао документарац под насловом Приче од јуче на тему Дон Пјетра Моросинија, католичког свештеника којег су нацисти убили због помагања партизанском покрету, и почео је да се састаје са бројним сценаристима у Риму убрзо након што су немачке трупе напустиле град. Федерико Фелини у почетку није био заинтересован да се придружи пројекту, јер није одобравао партизанске акције током окупације.

## Продукција
Нацисти су напустили Рим 4. јуна 1944; савезници су сутрадан заузели небрањени град. Снимање филма почело је јануара 1945. у несигурним условима, а стил се развијао према околностима. Просторије студија Cinecittà тада су биле недоступне, јер су биле оштећене током рата и тада су их савезничке снаге реквирирале за смештај расељених лица.
Алдо Вентурини, трговац вуном са неким капиталом за улагање, био је укључен у финансирање филма. Након неколико дана снимања, продукција је прекинута због недостатка новца, а Роселини је убедио Вентуринија да заврши филм као продуцент, тврдећи да је то једини начин да заштити своју инвестицију.
Њујорчанин Род Е. Гајгер, војник у сигналном корпусу који је на крају постао кључан за глобални успех филма, срео је Роселинија у тренутку када је продукцији понестало филмске траке. Гајгер је имао приступ филмским тракама – краткотрајним и комплетним ролнама који су се могле замаглити, изгребати или на неки други начин сматрати неприкладним за употребу – које је сигнални корпус редовно бацао. Обезбедио је довољно ове залихе да би филм био завршен.
Да би аутентично приказао недаће и сиромаштво живота у Риму под окупацијом, Роселини је ангажовао углавном непрофесионалне глумце; неколико изузетака су биле познате звезде Алдо Фабрици и Ана Мањани. Према Роселинију, „тренутна ситуација вођена мојим и расположењима и перспективама глумаца” диктирала је шта ће се снимити, а филм се више ослањао на импровизацију него на сценарио. Такође је навео да је ово дело „филм о страху, страху који осећамо сви ми, а ја посебно. И ја сам морао да се кријем. И ја сам био у бекству. Имао сам пријатеље који су заробљени и убијени.” Роселини се ослањао на традиционалне методе мелодраме, као што је идентификација централних ликова филма и јасна разлика између оних примарних добрих и злих. За важније локације филма конструисана су само четири унутрашња сета. Продукција је завршена у јуну 1945. године.
Документарни стил филма делимично одражава различите залихе коришћене у његовој продукцији. Када је архива Cineteca Nazionale обновила отисак филма 1995. године, навела је да се оригинални негатив састојао од само три различита типа: Ferrania C6 за сцене на отвореном, и осетљивији Agfa Super Pan и Agfa Ultra Rapid за сцене на затвореном. Претходно необјашњиве промене у осветљености и конзистентности филма сада се приписују неадекватној обради, укључујући променљиво време развоја, недовољно мешање у кади за развијање и недовољно фиксирање.
За разлику од филмова снимљених у првим годинама рата (када је Италија под Мусолинијем била савезник Немачке) који су Британце, Американце, Грке, Русе и друге савезничке земље, као и Етиопљане, комунисте и партизане, приказивали као антагонисте, Рим, отворени град је био један од раних италијанских филмова о рату који је приказао борбу против Немаца и италијанских фашиста. Иако се савезничка инвазија Италије одиграла 1943. године, у филму нема трага било каквог присуства савезника или њиховог скорог доласка; уместо тога, наводи се да је то само „почетак” онога што је окарактерисано као дуга борба која предстоји, а не нацистичка евакуација Рима која се већ десила.

## Дистрибуција
Филм је објављен у Италији 27. септембра 1945. године, а ратна штета у Риму у то време још није била санирана. Премијера у Сједињеним Државама уследила је 25. фебруара 1946. у Њујорку. Америчко издање је цензурисано, што је резултирало резом од око 15 минута. Прича о путу филма од Италије до Сједињених Држава испричана је у аутобиографском есеју Федерика Фелинија „Слатки почеци” објављеном 1996. године. Род Е. Гајгер, припадник америчке војске стациониран у Риму, упознао је Роселинија и Фелинија након што их је ухватио код напајања које се користило за осветљавање војне плесне сале. У књизи Авантуре Роберта Роселинија, аутор Таг Галагер наводи Гајгера са 29 година као „човека који је више од било ког појединца требало да учини њега и нову италијанску кинематографију познатим широм света”. Пре рата, Гајгер је радио за једног америчког дистрибутера и излагача страних филмова што је помогло да се филм објави у Сједињеним Државама. У знак захвалности, Роселини га је потписао као копродуцента.
Међутим, према Фелинијевом есеју, Гајгер је био „'полу-пијан' војник који је налетео (буквално и фигуративно) на сет Отвореног града. Он се лажно представио као амерички продуцент, а заправо је био нико и ништа, и није имао „ни цента”. Фелинијев извештај о Гајгеровој умешаности у филм био је предмет неуспешне тужбе за клевету коју је Гајгер покренуо против Фелинија 1983. године.
Филм је забрањен у неколико земаља. Западна Немачка га је забранила у периоду од 1951. до 1960. године. У Аргентини је необјашњиво повучен 1947. по налогу владе.

## Пријем
Рим, отворени град наишао је на осредњи пријем код италијанске публике када је филм први пут објављен, према тврдњама да су Италијани хтели да забораве на рат. Међутим, постао је популарнији како је репутација филма расла у другим земљама. Филм је привукао међународну пажњу на италијанску кинематографију и сматран је кључним примером неореализма у филму, толико да се заједно са Паисом и Немачком, године нулте назива Роселинијевом „Неореалистичком трилогијом”. Роберт Бургојн га је назвао „савршеним примером овог начина кинематографског стварања [неореализма] чију је утврђену критичку дефиницију дао Андре Базен”. Сам Роселини је повезао оно што се назива неореализмом уназад до једног од својих ранијих филмова, Бели брод, за који је тврдио да има исти стил. Неки италијански критичари су такође тврдили да је неореализам само наставак ранијих италијанских филмова из 1930-их, попут оних које су режирали филмски ствараоци Франческо де Робертис и Алесандро Блазети. Новије студије истичу да је овај филм заправо мање неореалистички и прилично мелодраматичан. Критичари су расправљали о томе да ли нерешени брак католкиње Пине и комунисте Франческа заиста „признаје успешно партнерство комуниста и католика у стварном историјском покрету отпора”.
Босли Краутер, филмски критичар новина The New York Times, дао је филму веома позитивну рецензију и написао: „Ипак, укупни ефекат филма је осећај стварног искуства, који се постиже подједнако глумом, као и сценариом и режијом. Изванредна је изведба Алда Фабриција у улози свештеника, који достојанствено и хумано прихвата најзахтевнију улогу. Марчело Паљеро је одличан и као вођа покрета отпора, а Ана Мањани уноси понизност и искреност у улогу убијене жене. Преостала глумачка екипа је неквалификована, са изузетком Харија Фајста у улози немачког команданта. Његова елегантна ароганција је мало превише опака – али то се може лако разумети.” Филмски критичар Вилијам Вулф посебно је похвалио сцену у којој је Пина убијена, наводећи да „мало сцена у филмовима има снагу оне у којој Мањани, раширених руку, јури ка камери до своје смрти”.
Папа Фрања је изјавио да је овај филм међу његовим омиљеним.
Филм има рејтинг одобравања од 100% на сајту Rotten Tomatoes, на основу 42 рецензије, са просечном оценом од 9,08/10. Консензус критичара сајта гласи: „Отворени град испуњава познате контуре своје приче са тродимензионалним ликовима и наративном дубином која га унапређује у високо – и још увек снажно резонантно – кинематографско достигнуће.”

### Награде и номинације
| Награда                                       | Категорија                     | Номиновани                     | Исход      |
| --------------------------------------------- | ------------------------------ | ------------------------------ | ---------- |
| Оскар                                         | Најбољи адаптирани сценарио    | Серђо Амидеи и Федерико Фелини | Номинација |
| Награде националног филмског савеза САД       | Најбоља глумица                | Ана Мањани                     | Освојено   |
| Награде националног филмског савеза САД       | Најбољи филм на страном језику | Н/Д                            | Освојено   |
| Награде националног филмског савеза САД       | Топ десет филмова              | Н/Д                            | 2. место   |
| Награде Удружења њујоршких филмских критичара | Најбољи филм на страном језику | Н/Д                            | Освојено   |
| Сребрна трака                                 | Најбољи филм                   | Н/Д                            | Освојено   |
| Сребрна трака                                 | Најбоља споредна глумица       | Ана Мањани                     | Освојено   |
| Кански филмски фестивал                       | Златна палма                   | Роберто Роселини               | Освојено   |